# Три метра изнад неба
Три метра изнад неба (шп. Tres metros sobre el cielo) шпански је љубавни филм из 2010. Режију потписује Фернандо Гонзалес Молина, по сценарију Рамона Салазара. Темељи се на истоименом роману аутора Федерика Моче из 1992. Главне улоге тумаче Марио Касас и Марија Валверде. Наставак, Желим те, приказан је 2012.

## Радња
Баби је богата девојка подизана у свету изобиља, невиности и правила. Аће је бунтовни младић, импулсиван, неодговоран и зависан од ризика и опасности. Константно упада у туче и бави се илегалним тркањем моторима зато што у потпуности игнорише здрав разум. Завршава се тако што овај пар креће на путовање открића на којем ће искусити праву љубав први пут у животу.

## Улоге
| Глумац           | Улога                     |
| ---------------- | ------------------------- |
| Марио Касас      | Уго „Аће” Оливера         |
| Марија Валверде  | Баби Алкараз              |
| Алваро Сервантес | Пиле                      |
| Марина Салас     | Катина Ераруела           |
| Луис Фернандез   | Ел Ћино                   |
| Андреа Дуро      | Мара                      |
| Нереа Камачо     | Данијела                  |
| Дијего Мартин    | Алехандро „Алекс” Оливера |
| Кристина Плазас  | Рафаела Алкараз           |
| Ђорди Бош        | Клаудио Алкараз           |
| Пабло Риверо     | Густаво                   |